# Thorkell der Lange

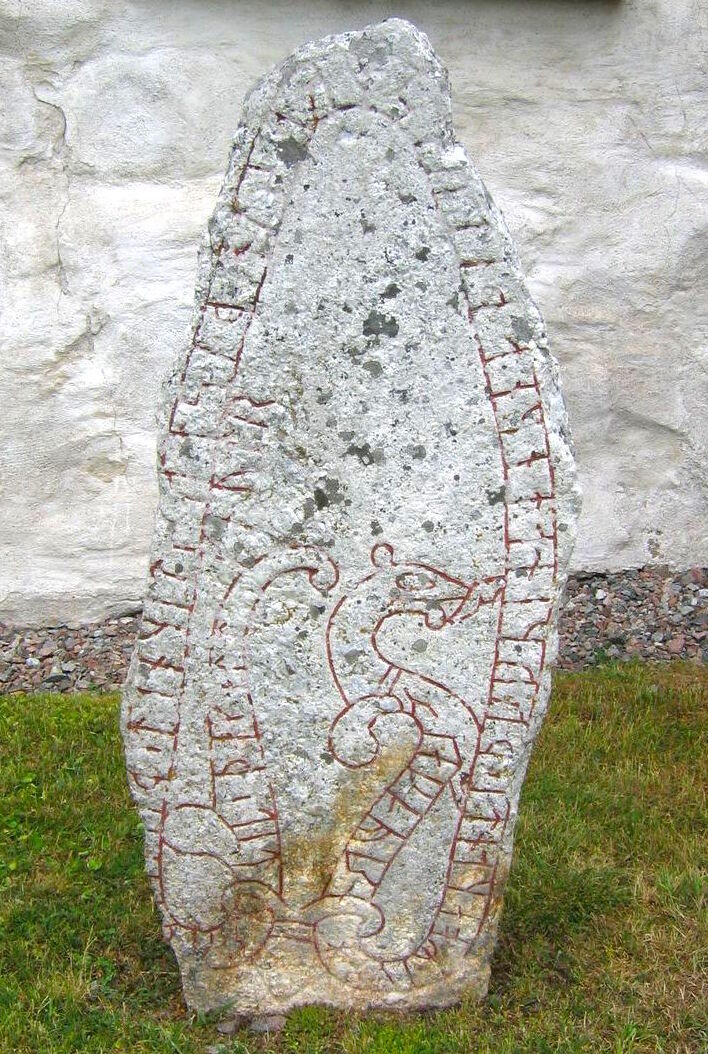
Der Runenstein von Yttergärde in Orkesta (Uppland), errichtet durch den Wikinger Ulfr, der im Gefolge von Thorkell dem Langen Danegeld erhalten habe.

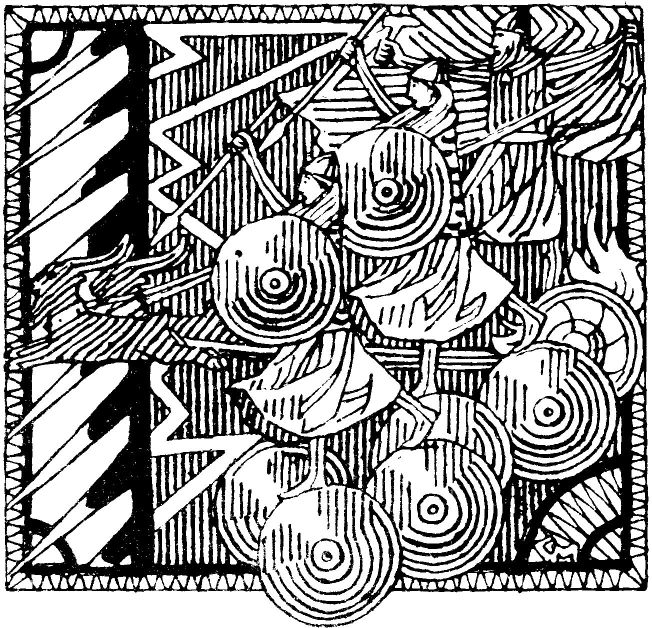
Storm in Hjørungavåg, Graphik von Gerhard Munthe (1899).

Thorkell der Lange (geb. vor 975, gestorben nach 1022; altnordisch: Þorke(ti)ll inn hávi; englisch Thorkell the Tall oder the High; norwegisch Torkjell Høge; schwedisch Torkel Höge; dänisch Torkild den Høje) war ein prominentes Mitglied des Jomswikinger-Ordens und Earl of East Anglia.
Das Encomium der angelsächsischen Königin Emma, das für die politisch Einflussreichen am anglo-skandinavischen Hof in den frühen 1040er Jahren geschrieben wurde, beschreibt Thorkell als großen Kriegsführer und Krieger.
Thorkell nahm vor allem an einem Feldzug teil, bei dem er 1009 ein großes Wikingerheer nach Kent führte, von wo aus ein Großteil des von Angelsachsen beherrschten Südengland erobert wurde.

## Biographie
Gemäß der Angelsächsischen Chronik war Thorkell der Lange ein Sohn des schonischen Häuptlings Strut-Harald und ein Bruder von Sigvaldi, dem Jarl von Jomsburg, Hemingr und Tófa. Thorkell nahm an der Schlacht bei Hjørungavåg im Jahr 986 und an der Seeschlacht von Svold im Jahr 1000 teil.
Thorkell war der Oberbefehlshaber der Jomswikinger und kommandierte die legendäre Festung Jomsburg auf der Insel Wollin. Ihm wird auch zugeschrieben, dass er den dänischen Königsohn Knut (ca. 995 bis 1035), der später als „der Große“ das Nordseereich beherrschte, in seine Obhut nahm und ihn auf Raubzüge mitnahm.
Im August 1009 landete ein großes dänisches Heer unter der Führung von Thorkell dem Langen an der Küste von Sandwich. Seine Truppen marschierten zunächst auf die Stadt Canterbury zu, verzichteten aber gegen die Zahlung von 3000 Pfund Silber auf einen Angriff. Sie wandten sich stattdessen London zu und versuchten mehrmals, die Stadt einzunehmen, stießen aber auf heftigen Widerstand und gaben schließlich auf.
Im September 1011 kehrte das Heer der Wikinger nach Canterbury zurück und belagerte die Stadt drei Wochen lang, bis sie schließlich durch Verrat eingenommen wurde. Thorkell und seine Männer besetzten Canterbury und nahmen mehrere wichtige Geiseln, darunter den Erzbischof von Canterbury, Ælfheah, der sieben Monate lang gefangen gehalten wurde. Während der Gefangenschaft scheint Ælfheah die Gelegenheit genutzt zu haben, so viele Wikinger wie möglich zum Christentum zu bekehren, was zu Spannungen führte. Zu den Bekehrten gehörte auch der norwegische König Olav I. Tryggvason. Die Wikinger verlangten zusätzlich 3000 Pfund Silber für die Freilassung des Erzbischofs, was Ælfheah jedoch entschieden ablehnte. Daraufhin wurde Ælfheah von Thorkells Männern in Greenwich am 19. April 1012 ermordet, was Thorkell vergeblich zu verhindern suchte. Thorkells Armee stellte schließlich ihre Angriffe auf Südengland ein, nachdem gigantische Danegeld-Zahlungen in Höhe von 48.000 Pfund Silber geleistet worden waren.
Unter dem Eindruck, dass er die Kontrolle über seine Männer verlor, liefen Thorkell und mehrere seiner Gefolgsleute zu den Angelsachsen über und nahmen 45 Wikingerschiffe mit. Anschließend traten er und seine Männer als Söldner in den Dienst des englischen Königs Æthelred „Unready“, den sie 1013 im Kampf gegen die Invasion des dänischen Königs Sven Gabelbart und dessen Sohn Knut unterstützten.

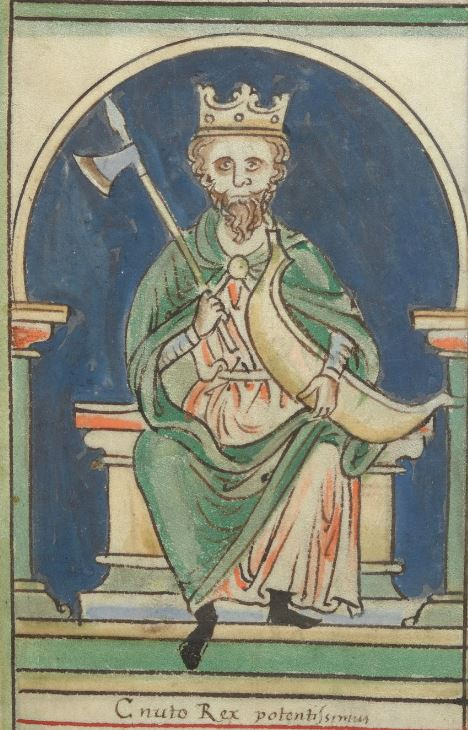
Knut der Große in den Brief Abridgement of the Chronicles of England

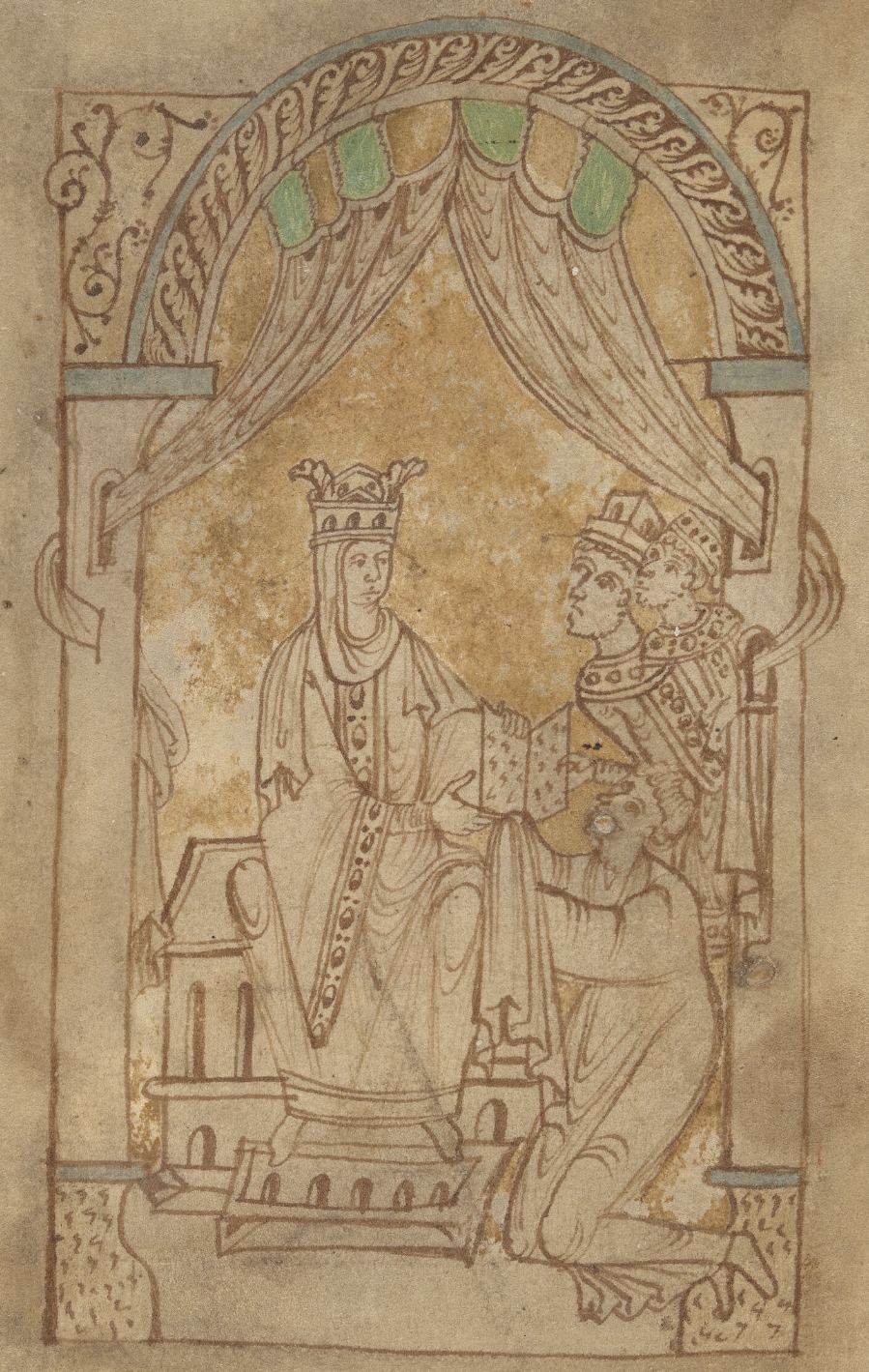
Königin Emma erhält das Encomium aus den Händen des Autors, im Hintergrund ihre Söhne Eduard der Bekenner und Hardiknut.

Es ist nicht ganz klar, wie Thorkell vor der Schlacht von Assandun im Jahr 1016 wiederum Teil von Knuts Armee wurde. Er scheint jedoch eine führende Rolle bei der Unterstützung von Sven Gabelbarts und Knuts Invasion im Jahr 1013 und bei der Eskorte von Æthelred Unready ins Exil gespielt zu haben. Nach dem Tod von König Edmund II. Ironside am 30. November 1016 wurde Knut König von ganz England und teilte das Land in vier Grafschaften auf – Thorkell wurde zum Jarl of East Anglia ernannt.
1021 kam es aus unbekannten Gründen zu einem Zerwürfnis zwischen Thorkell und Knut, woraufhin dieser vom König nach Dänemark verbannt wurde. 1023 versöhnte sich Knut jedoch wieder mit Thorkell, da er sich offenbar der starken Verbindungen und des Einflusses bewusst war, den dieser in seinem Heimatland hatte. Daraufhin erhielt Thorkell die Grafschaft Dänemark und das Sorgerecht für Knuts Sohn Hardiknut, dem Thorkell als Ziehvater dienen sollte. Thorkells Herrschaft war nur von kurzer Dauer und Knuts Schwager Ulf Jarl wurde ein Jahr später zum Jarl von Dänemark und Erzieher Hardiknuts ernannt. Das wahrgenommene Machtvakuum durch Thorkells ungeklärte Abwesenheit nach 1023 und das Engagement von Knut in England veranlassten König Olav II. „Digre“ von Norwegen und König Anund Jakob „Kolbränna“  von Schweden zu Angriffen auf die Dänen in der Ostsee. Die schwedischen und norwegischen Flotten unter der Führung der Könige lauerten in einer Flussmündung der Flotte König Knuts unter dem Befehl von Ulf Jarl auf. Nach der Schlacht von Helgeå (um 1026) stieg Knut zum dominierenden Herrscher in Skandinavien auf.
Nach 1023 wird Thorkell in den historischen Aufzeichnungen nicht mehr erwähnt. Es wurde diskutiert, ob er schon bald nach seiner Ernennung zum Grafen von Dänemark 1024 verstarb oder erst 1039 in einer Schlacht getötet wurde, ein Jahr bevor sein Pflegesohn Hardiknut von Brügge aus nach England aufbrach und dort 1040 den Thron bestieg.

## Familie
Thorkell heiratete möglicherweise eine Tochter von Æthelred Unready namens Wulfhild oder Edith, die Witwe von Ulfcytel Snillingr war. Thorkell hatte einen Sohn, der Knut 1023 zurück nach England begleitete.
Es ist bekannt, dass einer von Thorkells Söhnen ein prominentes Mitglied von Hardiknuts Gefolge war. Nach dem Zusammenbruch und dem anschließenden Tod von Hardiknut bei der Hochzeit von Tovi dem Stolzen im Jahr 1042 wurden Thorkells Frau und seine beiden Söhne aus England ausgewiesen. Dies hing möglicherweise mit Intrigen zusammen, die sich um die Absichtserklärung von Magnus dem Guten rankten, in das Reich von Edward dem Bekenner einzumarschieren, um die Königreiche des Nordseereichs wieder zu vereinen.

## Darstellung
Thorkell wurde zu Lebzeiten von den Dichtern gerühmt und auf Runensteinen als bedeutender Heerführer genannt. Er ist eine der prominenten Persönlichkeit in der Jómsvíkinga saga. Thorkells Klugheit und Weisheit wurden immer wieder gelobt. In der manchmal widersprüchlichen zeitgenössischen Literatur zum Encomium Emmae Reginae wird Thorkell eher als Getreuer denn als Bedrohung der Autorität von Knut und Harthaknut dargestellt.
Eine fiktionalisierte Version von Thorkell wird in dem Manga Vinland Saga (seit 2005) und ihren Anime-Adaptionen (seit 2019) dargestellt.

## Weiterführende Literatur
- Hollander, Lee Milton: The Saga of the Jómsvíkings. 1955, ISBN 978-0-292-77623-4 (englisch, google.com).